# Чемпионат Европы по хоккею с шайбой 1912
Чемпионат Европы по хоккею с шайбой 1912 года — 3-й турнир (аннулированный) чемпионата Европы под эгидой ЛИХГ, проходивший с 2 по 4 февраля 1912 года в Праге, Австро-Венгрия. Матчи чемпионата, проводимые на природном катке Славии, посещали около 5000 зрителей.
На съезде ЛИХГ, состоявшимся 22 марта 1912 года в Брюсселе, было принято решение отменить результаты данного соревнования. Дело в том, что Австрийская федерация хоккея, основанная 14 января, была официально принята в ИИХФ только 18 марта. Таким образом, Австрия не являлась членом ассоциации, когда проводился турнир. На самом деле, австрийцы были приняты на турнир, только потому, что было всего два участника. К тому же, сборную Австрию представлял клуб «ДЕХГ Прага», основу которого составляли немецкие хоккеисты.
Перед последним матчем турнира пришла оттепель. Лёд очень скоро начал портиться и даже подвод воды не помог избежать трудностей. Во время матча сборной Богемии со сборной Германии на льду, нарезанного хоккеистами, стали образовываться дыры, из-за которых падали хоккеисты, а также в них застревала шайба.

## Турнир

### Таблица
| М | Сборная  | И | В | Н | П | ШЗ | ШП | РШ | О |
| - | -------- | - | - | - | - | -- | -- | -- | - |
| 1 | Богемия  | 2 | 1 | 1 | 0 | 7  | 2  | +5 | 3 |
| 2 | Германия | 2 | 1 | 1 | 0 | 6  | 3  | +3 | 3 |
| 3 | Австрия  | 2 | 0 | 0 | 2 | 1  | 9  | −8 | 0 |

### Результаты
Время местное (UTC+1).
| 2 февраля 1912 15:30 | Богемия | 5 : 0 (2:0, 3:0) | Австрия | Природный каток Славия, Прага |

| Отчёт | Отчёт               | Отчёт   | Отчёт       | Отчёт |
| --- | ------------------- | ------- | ----------- | ----- |
| |                     |         |             |       |
| | Карел Вальцер       | Вратари | Хьюго Новак |       |
| | Голы:               |         |             |       |
| Ярослав Ярковски — 06' Ярослав Ярковски — 13' Отакар Виндыш — 30' Ярослав Йирковски — 33' Ярослав Ярковски — 37' | 1:0 2:0 3:0 4:0 5:0 |         |             |       |
| |                     |         |             |       |
| |                     |         |             |       |
| |                     |         |             |       |
| |                     |         |             |       |
| |                     |         |             |       |

| 3 февраля 1912 15:30 | Германия | 4 : 1 (2:0, 2:1) | Австрия | Природный каток Славия, Прага |

| Отчёт                                                                     | Отчёт               | Отчёт             | Отчёт | Отчёт |
| ------------------------------------------------------------------------- | ------------------- | ----------------- | ----- | ----- |
|                                                                           |                     |                   |       |       |
|                                                                           |                     |                   |       |       |
|                                                                           | Голы:               |                   |       |       |
| Вернер Глимм — 10' Франц Ланге — 11' Вернер Глимм — 36' Франц Ланге — 39' | 1:0 2:0 2:1 3:1 4:1 | 26' — Франц Пипеш |       |       |
|                                                                           |                     |                   |       |       |
|                                                                           |                     |                   |       |       |
|                                                                           |                     |                   |       |       |
|                                                                           |                     |                   |       |       |
|                                                                           |                     |                   |       |       |

| 4 февраля 1912 15:30 | Богемия | 2 : 2 (1:1, 1:1) | Германия | Природный каток Славия, Прага |

| Отчёт                                       | Отчёт          | Отчёт                                | Отчёт | Отчёт |
| ------------------------------------------- | -------------- | ------------------------------------ | ----- | ----- |
|                                             |                |                                      |       |       |
|                                             |                |                                      |       |       |
|                                             | Голы:          |                                      |       |       |
| Ярослав Йирковски — 10' Йозеф Шроубек — 40' | 1:0 1:1 1:2 :2 | 19' — Пауль Мартин 32' — Франц Ланге |       |       |
|                                             |                |                                      |       |       |
|                                             |                |                                      |       |       |
|                                             |                |                                      |       |       |
|                                             |                |                                      |       |       |
|                                             |                |                                      |       |       |